# Inverness Cathedral

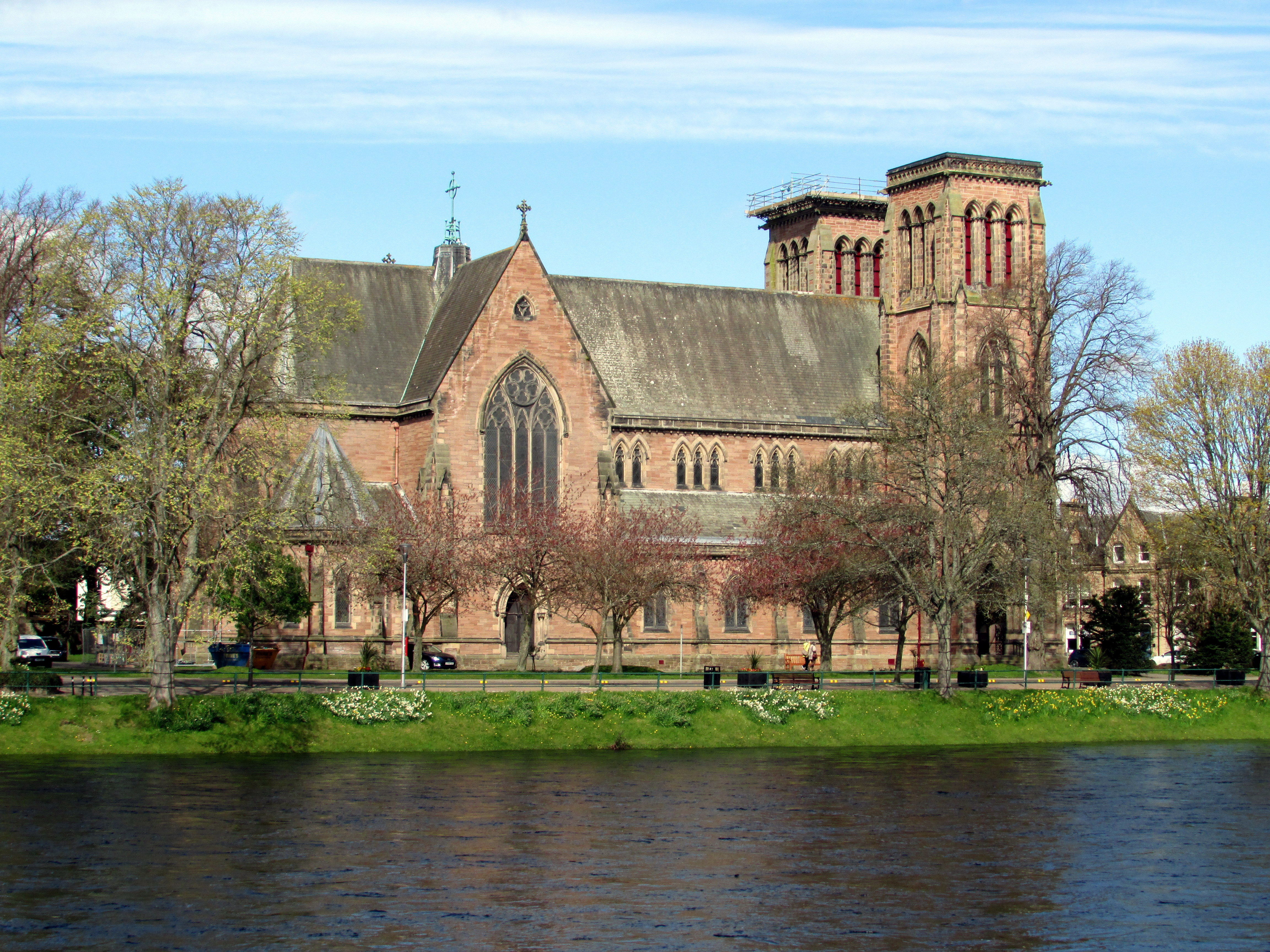
Inverness Cathedral, Ansicht von Südosten

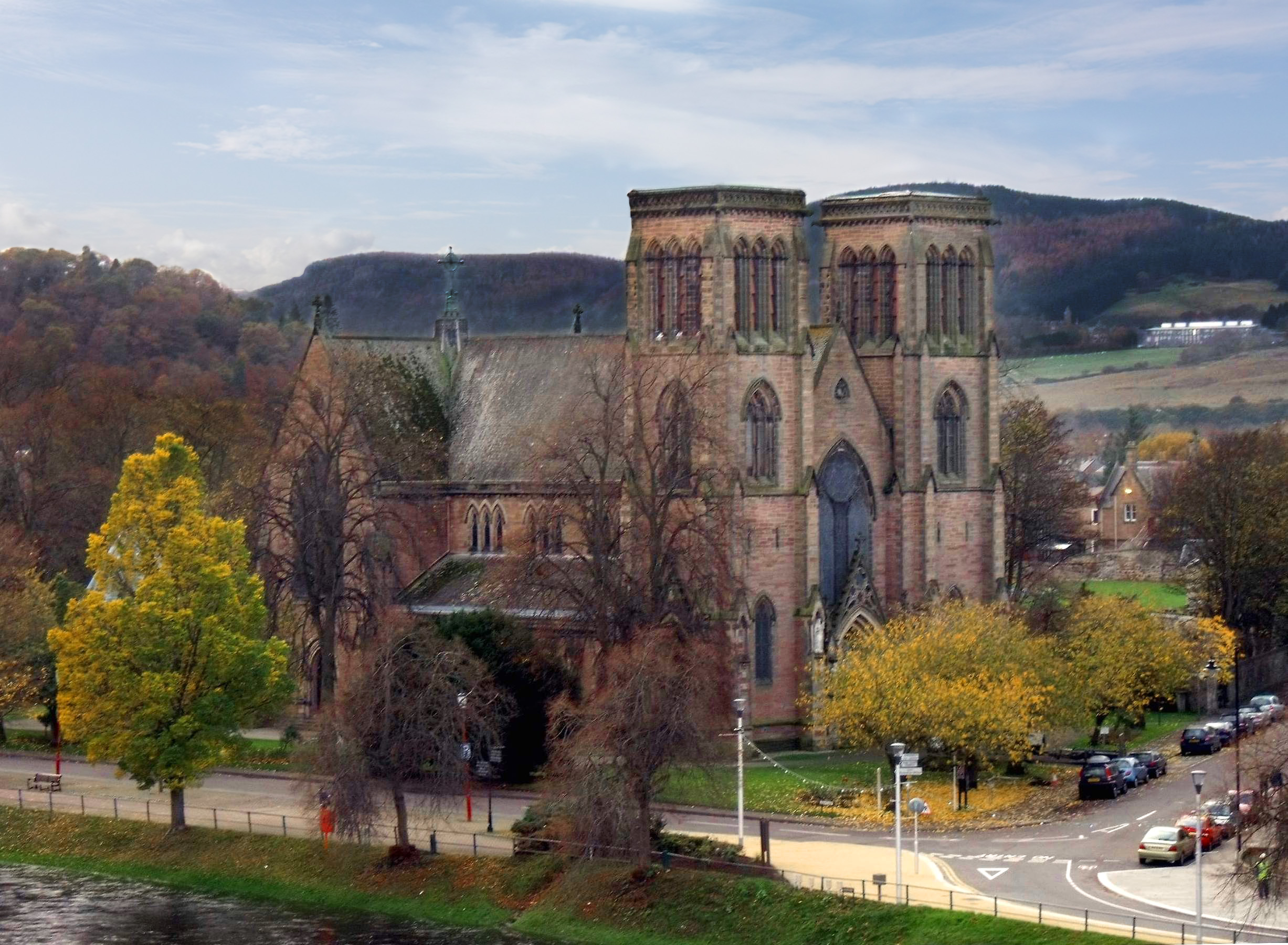
Inverness Cathedral, Ansicht von Nordosten

Die Inverness Cathedral, auch Cathedral Church of St Andrew und St Andrew’s Cathedral (nicht zu verwechseln mit der St Andrews Cathedral), ist die Kathedrale des Bistums Moray, Ross and Caithness der Scottish Episcopal Church in der schottischen Stadt Inverness in der Council Area Highland. Sie ist außerdem Sitz des Bischofs von Moray, Ross and Caithness.
Die Kirche im Stil der Neugotik wurde von 1866 bis 1869 nach Entwürfen des schottischen Architekten Alexander Ross gebaut und blieb seither architektonisch fast unverändert. Lediglich im Kathedraleninneren gab es noch Veränderungen. Am 21. Mai 1971 wurde das Bauwerk in die schottische Denkmalliste in der höchsten Denkmalkategorie A aufgenommen.

## Geschichte

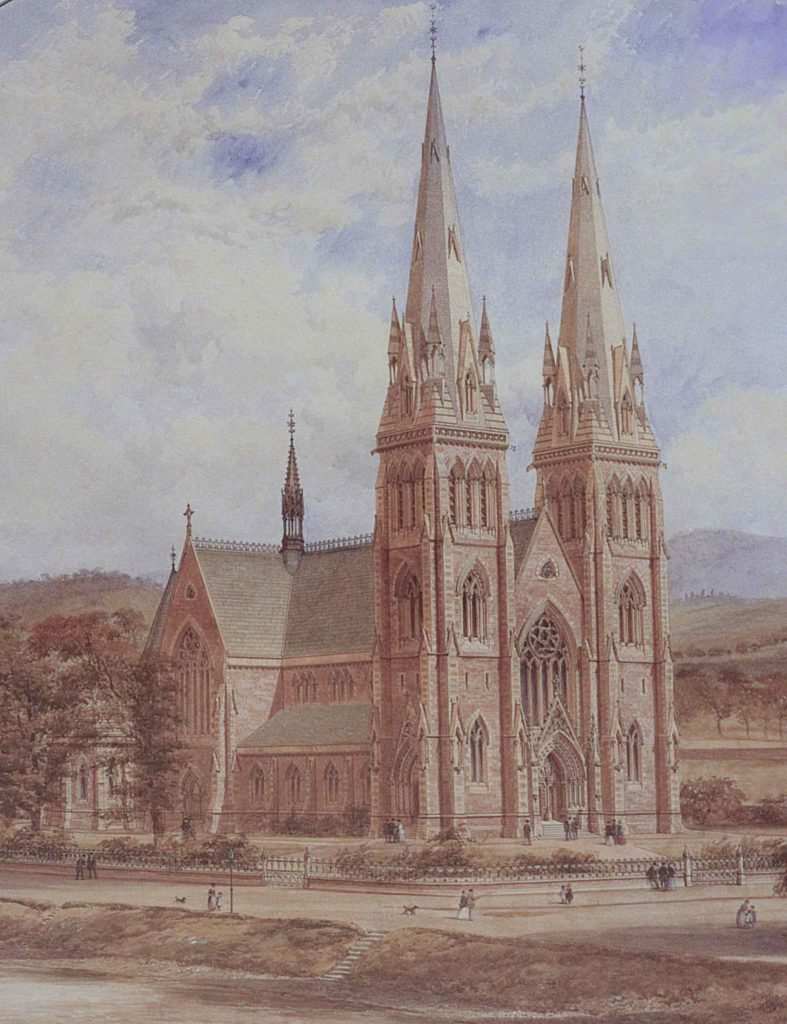
Inverness Cathedral wie von Alexander Ross geplant

Robert Eden wurde im Januar 1851 zum Bischof von Moray and Ross gewählt und übernahm damit die Verantwortung für ein geographisch großes Gebiet, das jedoch nur 10 Kirchen und vielleicht 500 Gläubige umfasste. 1853 verlegte er seinen Sitz von Elgin nach Inverness, wo er am Ostufer des Ness die Bishop’s Mission Chapel eröffnete, weil es dort noch keinen Kirchenbau der Scottish Episcopal Church gab. Erste Messen fanden in der 1854 eröffneten Mädchenschule statt, die jedoch schon bald zu klein wurde, weil Edens Kirchengemeinde bestätig wuchs. Der Bischof hatte deshalb den Wunsch, eine Kathedrale der Scottish Episcopal Church in Inverness zu bauen. Sie sollte dem Bistum Moray and Ross (die Grafschaft Caithness wurde erst 1864 eingegliedert) als Kathedrale in den Highlands dienen. Am 17. Januar 1866 fiel der Beschluss für den Kathedralenbau, für den ein junger, aus Inverness stammender Architekt, der Edens Kirchengemeinde angehörte, die Pläne lieferte: Alexander Ross. Dessen Entwürfe wurden aus finanziellen Gründen letztendlich aber nur teilweise und auch nur in verkleinerter Form umgesetzt, trotzdem gilt die Kirche als Ross’ wichtigstes Werk.
Die zeremonielle Grundsteinlegung fand am 17. Oktober 1866 durch Charles Longley, den Erzbischof von Canterbury, statt und war die erste offizielle Amtshandlung eines englischen Erzbischofs in Schottland seit Gründung der Presbyterianischen Kirche. Die Bauarbeiten dauerten fast drei Jahre und schlugen mit über 15.000 Pfund (ohne die Kosten für die Kirchenfenster und die Orgel) zu Buche. Die Inverness Cathedral wurde 1869 fertiggestellt und am 1. September desselben Jahres mit einer von Samuel Wilberforce, dem Bischof von Oxford, und Thomas Legh Claughton, dem Bischof von Rochester, gehaltenen Messe eröffnet. Zu diesem Zeitpunkt lasteten noch 6835 Pfund Schulden auf dem Bauwerk, sodass es erst nach Begleichung des Betrags am 29. September 1874 unter Anwesenheit des Bischofs von Derry und Raphoe, William Alexander, und des Bischofs von Bombay konsekriert werden konnte. Inverness Cathedral war damit die erste nach der Reformation in Großbritannien erbaute und geweihte Kathedrale der Scottish Episcopal Church.
Seit ihrer Errichtung blieb die Kathedrale architektonisch fast unverändert, lediglich die Ausstattung im Inneren wurde in späteren Jahren modifiziert oder mit neuen Stücken ergänzt. Zu diesen späteren Ergänzungen oder Erneuerungen zählten zum Beispiel die Bleiglasfenster in den Giebeln des Querschiffs, die 1877 beziehungsweise 1887 eingesetzt wurden, die skulpturale Gestaltung der Archivolte des Hauptportals von dem Londoner Bildhauer Thomas Earp (1876), das Chorgestühl (1909) und der Lettner von Sir Robert Lorimer (1923) ebenso wie das im Chorbogen hängende Kruzifix, das erst 1963 aufgehängt wurde, nachdem der Dachreiter der Vierung wegen Baufälligkeit abgerissen werden musste.

## Beschreibung

### Lage
Die Inverness Cathedral steht südwestlich des Zentrums von Inverness nahe dem westlichen Ness-Ufer parallel zur Bishops Road an der Ecke zur Ardross Street. Sie ist nicht geostet, sondern nach Südwesten ausgerichtet.

### Architektur

#### Äußeres

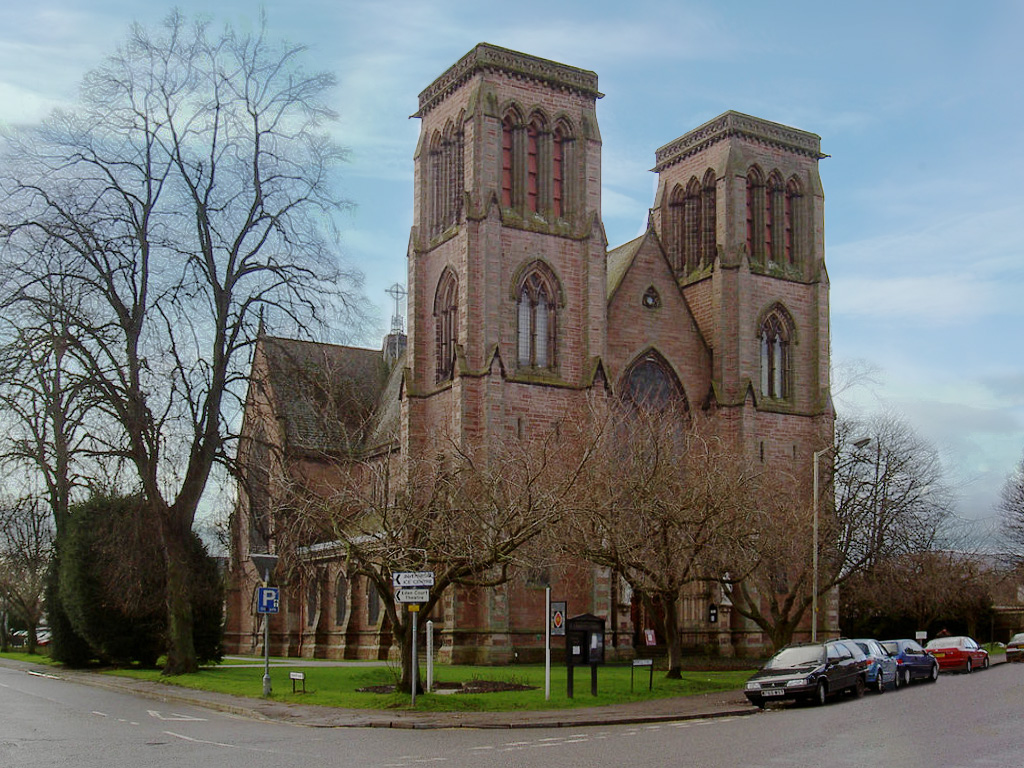
Nordost-Ansicht der Kathedrale

Die Kreuzkirche ist neugotisch gestaltet. Ihr Mauerwerk besteht aus rötlichen Sandsteinquadern aus Conon Bridge mit kontrastierenden cremefarbenen Kalksteineinfassungen aus dem Covesea-Steinbruch nahe Elgin. Die Gesamtlänge des Bauwerks beträgt 50 Meter, von denen 27 Meter auf das Langhaus und 18 Meter auf den Chor samt halboktogonaler Apsis entfallen.
An der nordexponierten, 22 Meter breiten Hauptfassade flankieren zwei stumpfe, 30 Meter hohe Türme mit quadratischen Grundrissen das Hauptportal. Die Entwürfe von Alexander Ross sahen für die Türme 30 Meter hohe Helme vor, doch diese wurden niemals verwirklicht. In der Vorhalle zwischen den Türmen hängt ein Gemälde von Alexander Ross, das die Kathedrale wie von ihm ursprünglich entworfen darstellt. Das Hauptportal ist mit spitzbogigem Gewände und Wimperg mit Maßwerk ausgeführt. Seine von Thomas Earp skulpturierte Archivolte besitzt ein Tympanon aus Portland-Stein. Dieses zeigt ein Relief, das ebenfalls von Earp gefertigt wurde und Jesus beim Aussenden der Apostel darstellt. In Fialen auslaufende Pfeiler entlang der Strebepfeiler tragen Statuen der Heiligen Petrus, Paulus, Andreas und Johannes dem Täufer. Sie sind ebenfalls ein Werk Thomas Earps. An der Ostseite des Nordost-Turms gibt es ein Nebenportal, das in seiner Gestaltung dem Hauptportal ähnelt, dessen skulptierter Schmuck aber von den Bildhauern Donald und Andrew Davidson gefertigt wurde. Das Querschiff der Kirche tritt nur flach aus dem Baukörper heraus. Die Dächer mit einer Firsthöhe von 27 Metern sind mit Schindeln aus grünem Westmorland-Schiefer gedeckt. Ihre einstige Firstbekrönung aus Eisen ist nicht mehr erhalten.
An der Südost-Ecke der Kirche schließt sich auf oktogonalem Grundriss das ehemalige Kapitelhaus mit Strebepfeilern an den Ecken an. Es ist von einem schiefergedeckten, achteckigen Helm abgeschlossen und dient heute als Sakristei. Südwestlich der Kathedrale steht ein eingeschossiges Gebäude mit Mauerwerk aus rotem Sandstein und Satteldach. Es wurde 1871 als Knabenschule errichtet und beherbergt heute eine Teestube und einen kleinen Souvenirladen. Rund 130 Meter südöstlich der Kathedrale steht das ehemalige bischöfliche Wohnhaus Eden Court, auch Bishop’s Palace genannt. Es ist heute ein Teil des Eden Court Theatres, das seinen Namen vom einstigen Wohnsitz des Bischofs erhielt. Schule und Wohnhaus wurden wie die Kathedrale nach Entwürfen von Alexander Ross erbaut. Bischof Robert Eden hatte auch geplant, Wohnhäuser für Priester entlang des Flussufers bauen zu lassen, doch diese wurden nie realisiert.

#### Inneres
Inverness Cathedral ist eine Kreuzbasilika. Das 18 Meter breite Langhaus besteht aus einem hohen, vierjochigen Mittelschiff und zwei niedrigeren Seitenschiffen, die vom Mittelschiff durch spitzbogige Arkaden getrennt sind. Darüber lässt im Obergaden eine Reihe von spitzbogigen Triforien mit Maßwerk Licht ins Kircheninnere. Die Arkaden ruhen auf wuchtigen Säulen aus rotem Granit, die alle jeweils aus einem einzigen Granitblock aus Peterhead-Stein gehauen wurden. Ihre Kapitelle zeigen reich skulptiertes Dekor aus Laub, Blumen und Vögeln. Sie sind das Werk lokaler Steinmetze. Über den Kapitellen hängen an den Treffpunkten der Spitzbögen Skulpturen kleiner Menschenköpfe. Sie stellen Alexander Ross, Bischof Arthur MacLean, andere Würdenträger der Episkopalkirche, Königin Victoria und den heiligen Philippus dar. Die große Mehrheit von ihnen wurde von Andrew Davidson angefertigt, lediglich das Heiligenporträt stammt von Alexander Ross. Dem Langhaus schließt sich nach Südwesten ein sehr kurzes Querschiff an. Die Vierung wird dabei vom Chor eingenommen. Ihm folgt der polygonale Chorschluss (Fünfachtelschluss), dessen Wände in Erinnerung an Bischof Arthur MacLean 1951 vertäfelt wurden. Der Fußboden besitzt, mit Ausnahme des Bereichs mit der Bestuhlung für die Kirchengemeinde, einen Belag aus bunten Enkaustik-Kacheln von Minton & Co aus Stoke-on-Trent. Die Felder der offenen mit Rotkiefernholz verkleideten Decke sind mit schwarzen Motiven verziert. Ursprünglich sollten sie eine bunte Gestaltung erhalten.

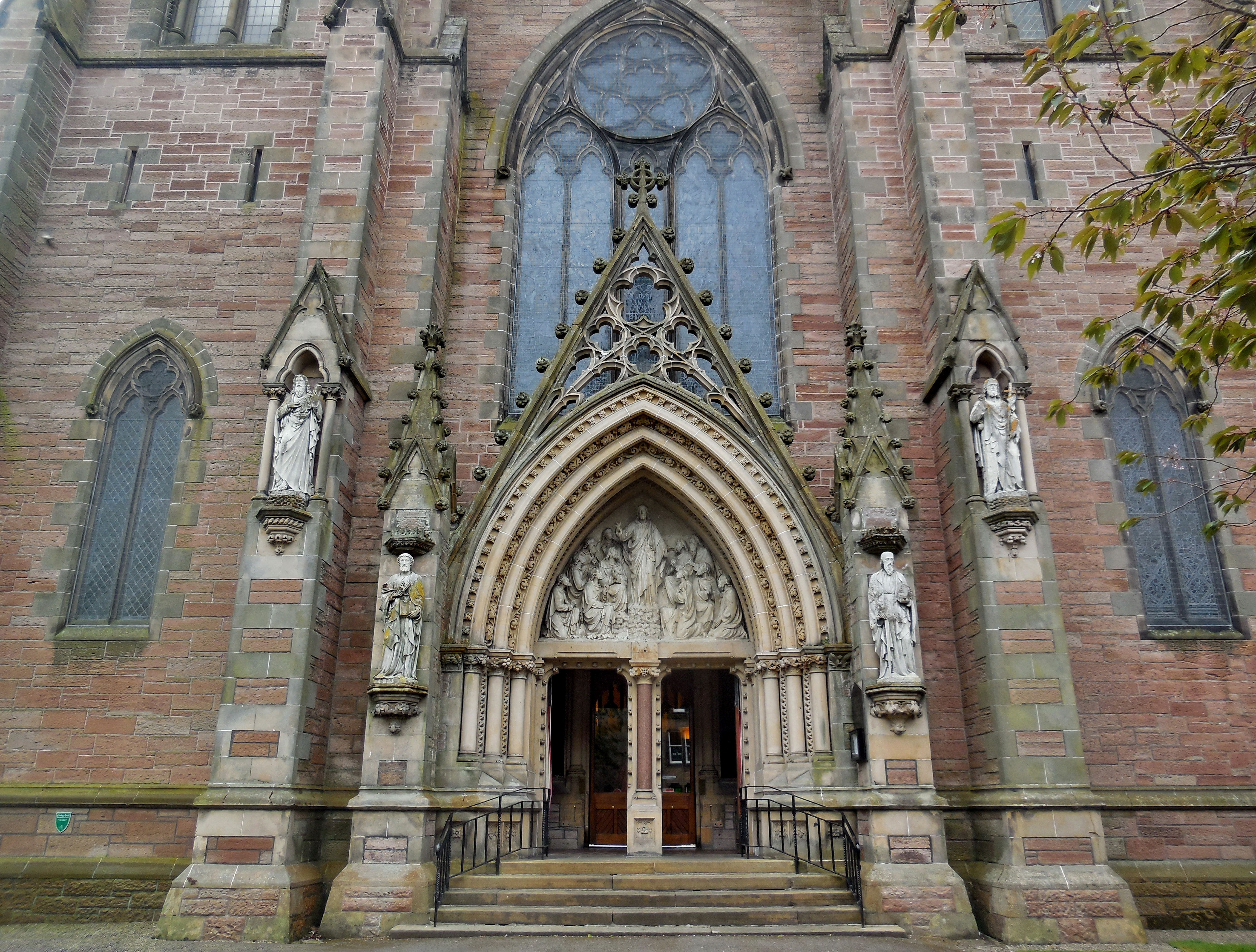
Hauptportal
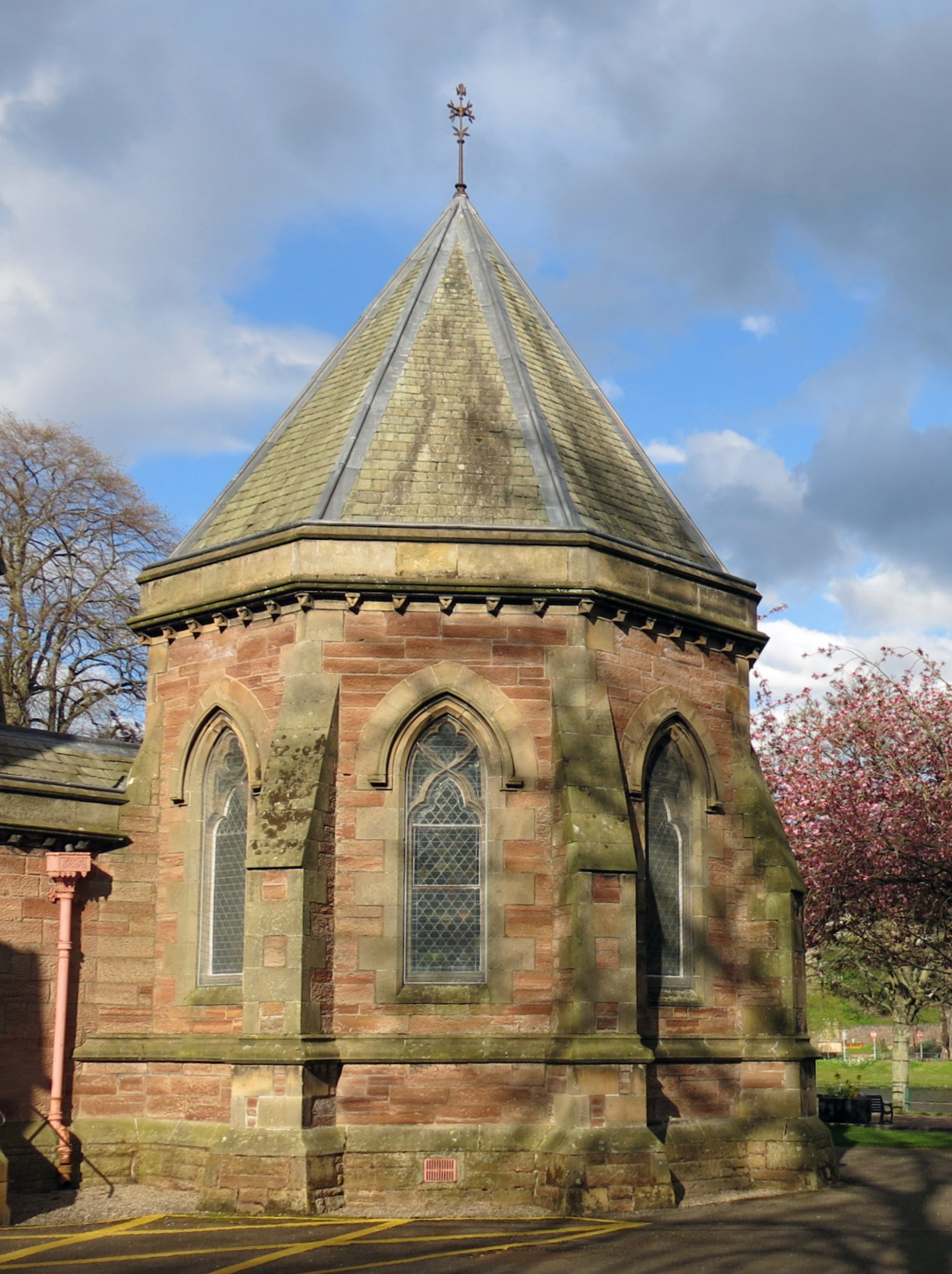
Kapitelhaus
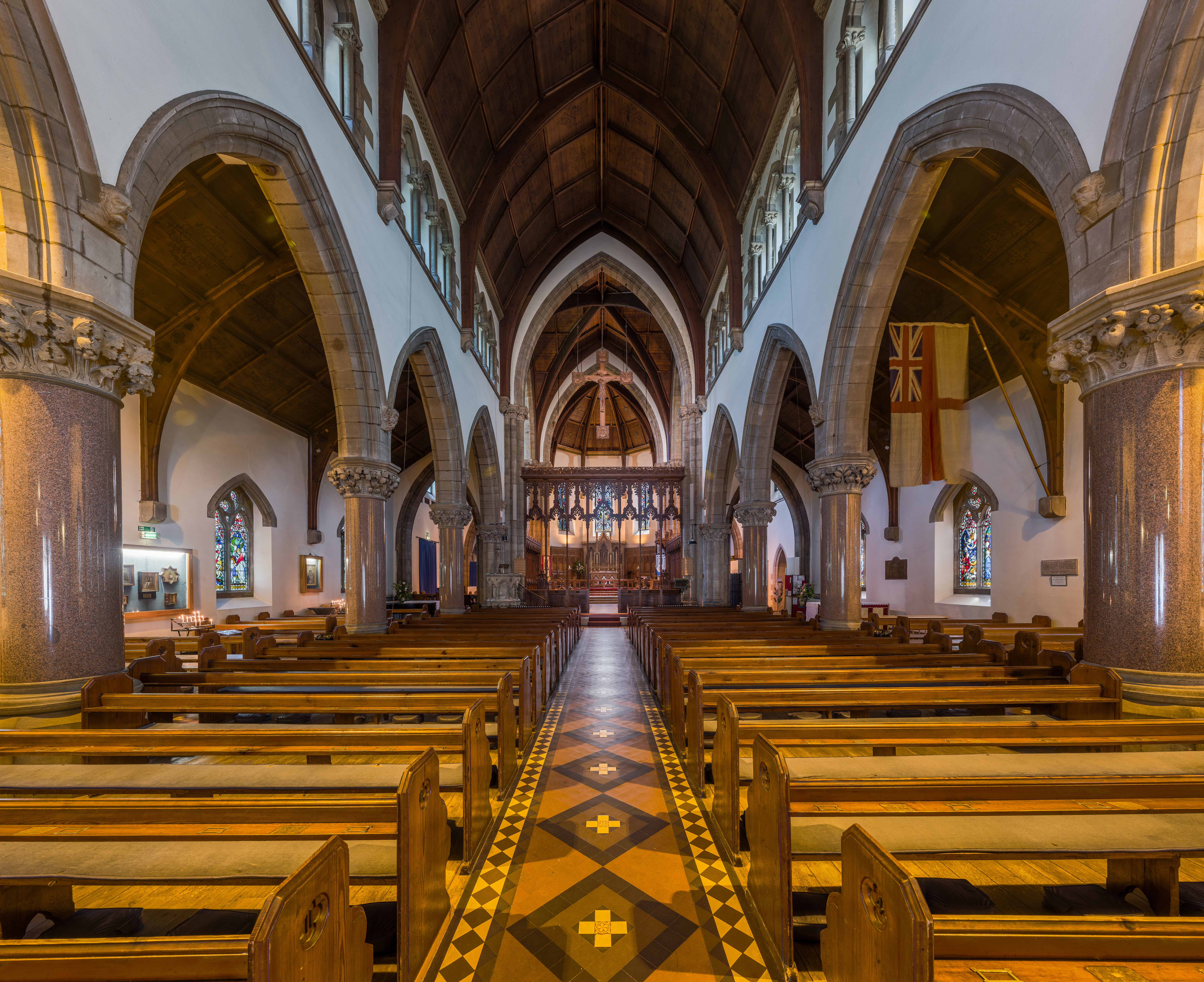
Blick in die Kirche zum Chor
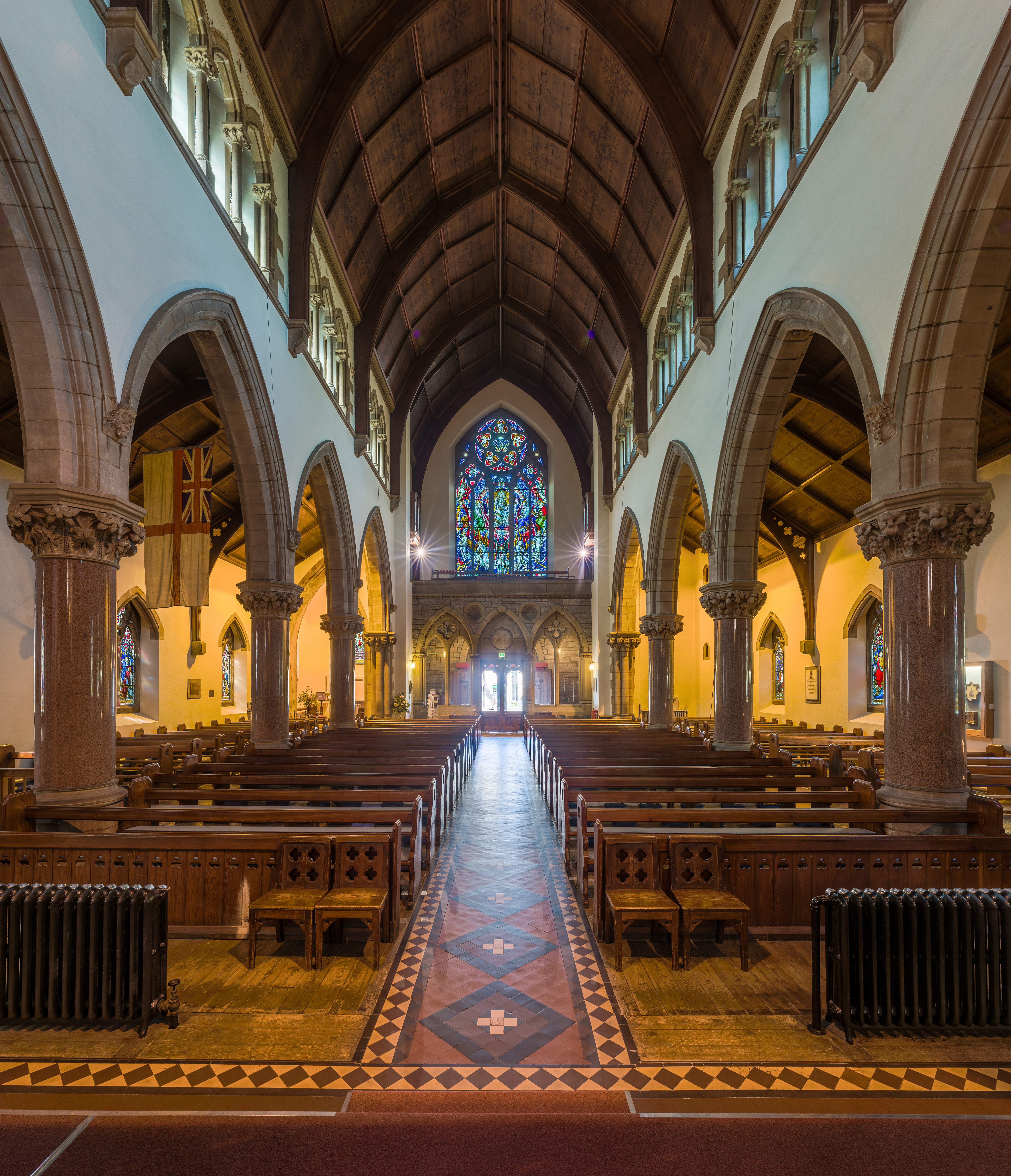
Blick vom Chor zum Hauptportal

### Ausstattung

#### Chorschluss
Der Hochaltar im leicht erhöhten Chorschluss war ein Geschenk des ersten Bischofs Robert Eden und wurde 1869 aufgestellt. Seine Mensa aus Caen-Stein besitzt an der Frontseite Einlegearbeiten aus Alabaster mit Reliefs: in der Mitte ein weißes Kreuz, das mit Kristalleinsätzen verziert ist, rechts davon ein Pelikan, links das Agnus Dei. Die Reliefs werden von niedrigen Säulen aus Serpentinmarmor flankiert, die Dreipassbögen tragen. Das Altarretabel (Reredos) von Thomas Earp – ebenfalls aus Caen-Stein – zeigt ein dreiteiliges Relief mit Darstellungen der Kreuzigungsszene, Jesus im Garten Gethsemane und die Auferstehung. Diese Themen werden in den Fenstern des Chorschlusses aufgegriffen. Die drei Teile des Retabels sind von Spitzbögen bekrönt, die von Säulen aus Purbeck-Marmor getragen werden. Der zentrale Teil wird dabei zusätzlich von Strebepfeilern flankiert, die mit Engelsfiguren besetzt sind. Der untere Bereich des Retabels hinter dem Altartisch zeigt ein buntes Mosaik das unter anderem Blütendarstellungen zeigt.
An der nordwestlichen Seite des Chorschlusses befinden sich die von D & A Davidson nach Entwürfen von Alexander Ross ausgeführten Sedilien in Form eines neugotischen Dreisitzes. Die Sitzflächen befinden sich unter skulptierten Spitzbögen, die von schlanken Säulen aus Cawdor-Granit getragen werden. Sie wurden 1871 fertiggestellt.

#### Chor
Ein von Robert Lorimer angefertigter Lettner aus Eichenholz trennt den Chor vom Langhaus. Er wurde als Denkmal für die im Ersten Weltkrieg verstorbenen Gemeindemitglieder gestaltet, indem die Brüstung ihre Namen trägt. Auf der Brüstung erheben sich schlanke, gewundene Holzsäulen, die Dreipassbögen mit reicher Schnitzornamentik tragen. Darüber hängt im Chorbogen ein hölzernes Kruzifix von William Glashan, das an seinen Enden die Symbole der vier Evangelisten trägt. Es wurde dort erst 1963 angebracht, nachdem der Dachreiter der Vierung niedergelegt worden war.
Das Chorgestühl aus dem Jahr 1909 wurde aus österreichischem Eichenholz von C. Hodgson Fowler aus Durham nach Entwürfen von Alexander Ross gefertigt und soll an Bischof James Kelly, den Nachfolger Robert Edens, erinnern. Es trägt die geschnitzten Symbole der vier Evangelisten, den Adler (Johannes), den Bullen (Lukas), den Löwen (Markus) und einen geflügelten Menschen (Matthäus). Das Gestühl war nicht nur für den Dechanten und die Chorherren vorgesehen, sondern auch für den Provost und Laienbeamte der Diözese. Für den Bischof gibt es im Chor einen besonderen Sitz: die 1869 von Andrew Fraser angefertigte Kathedra mit Holzschnitzereien. Die Rückenlehne zeigt das Wappen des Bistums Moray, Ross and Caithness, während die Ecken des hölzernen Baldachins mit Engelsfiguren besetzt sind. Der Bischofssitz ist der einzige verbliebene Teil der ursprünglichen Holzausstattung und das sichtbare Zeichen dafür, dass es sich bei dem Kirchenbau um eine Kathedrale handelt.

#### Mittelschiff
Die auf Granitsäulen ruhende, skulpturierte Kanzel aus Caen-Stein mit Säulen aus grünem, irischen Marmor wurde von Alexander Ross gestaltet und 1869 von D & A Davidson ausgeführt. Die Reliefs zwischen den Marmorsäulen zeigen Johannes den Täufer, den Guten Hirten und den heiligen Andreas.
Ein großes Rednerpult aus Messing war das Geschenk des letzten Priesters, der in der bischöflichen Missionskapelle seinen Dienst versah.

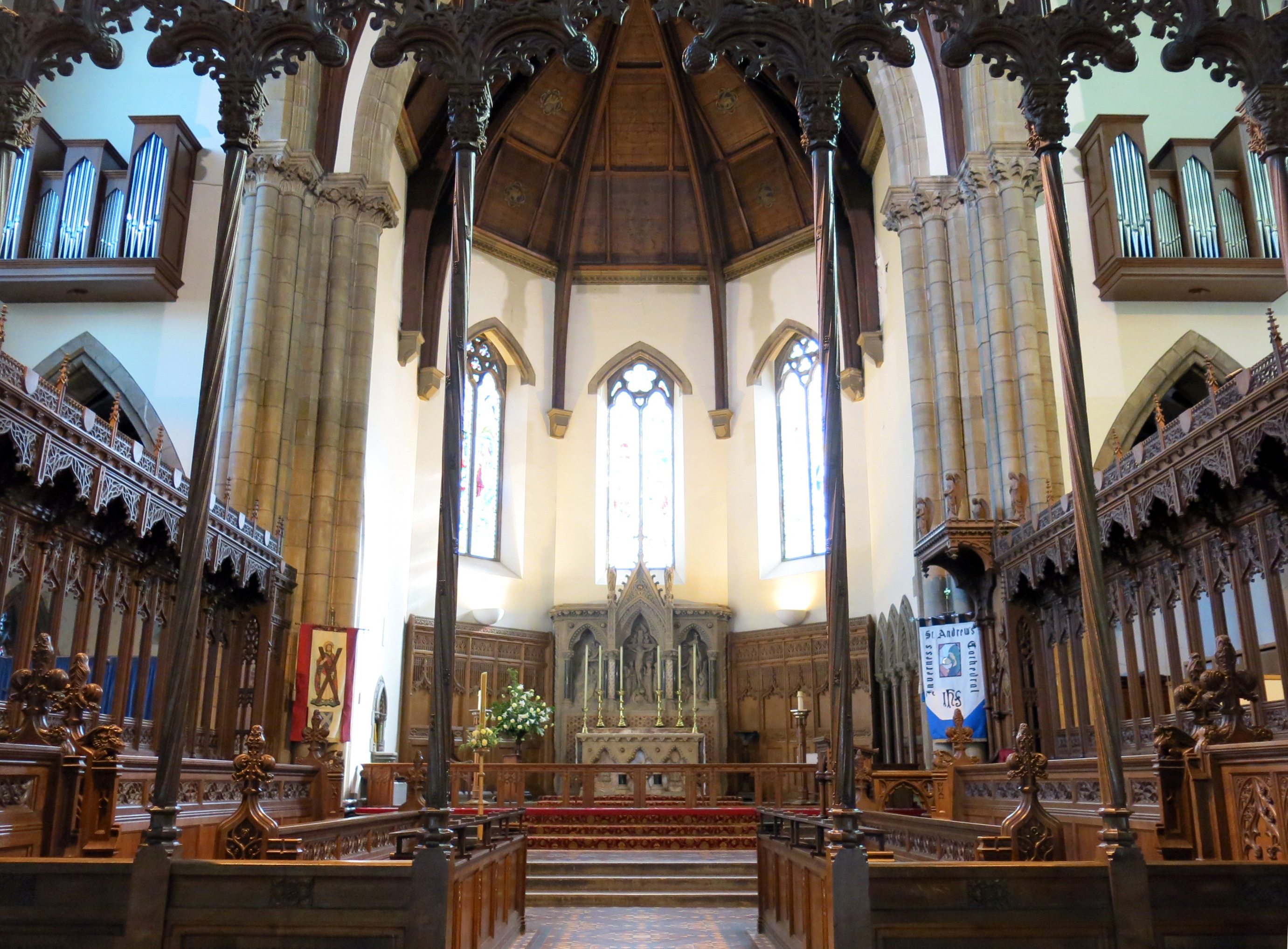
Blick vom Lettner in den Chor
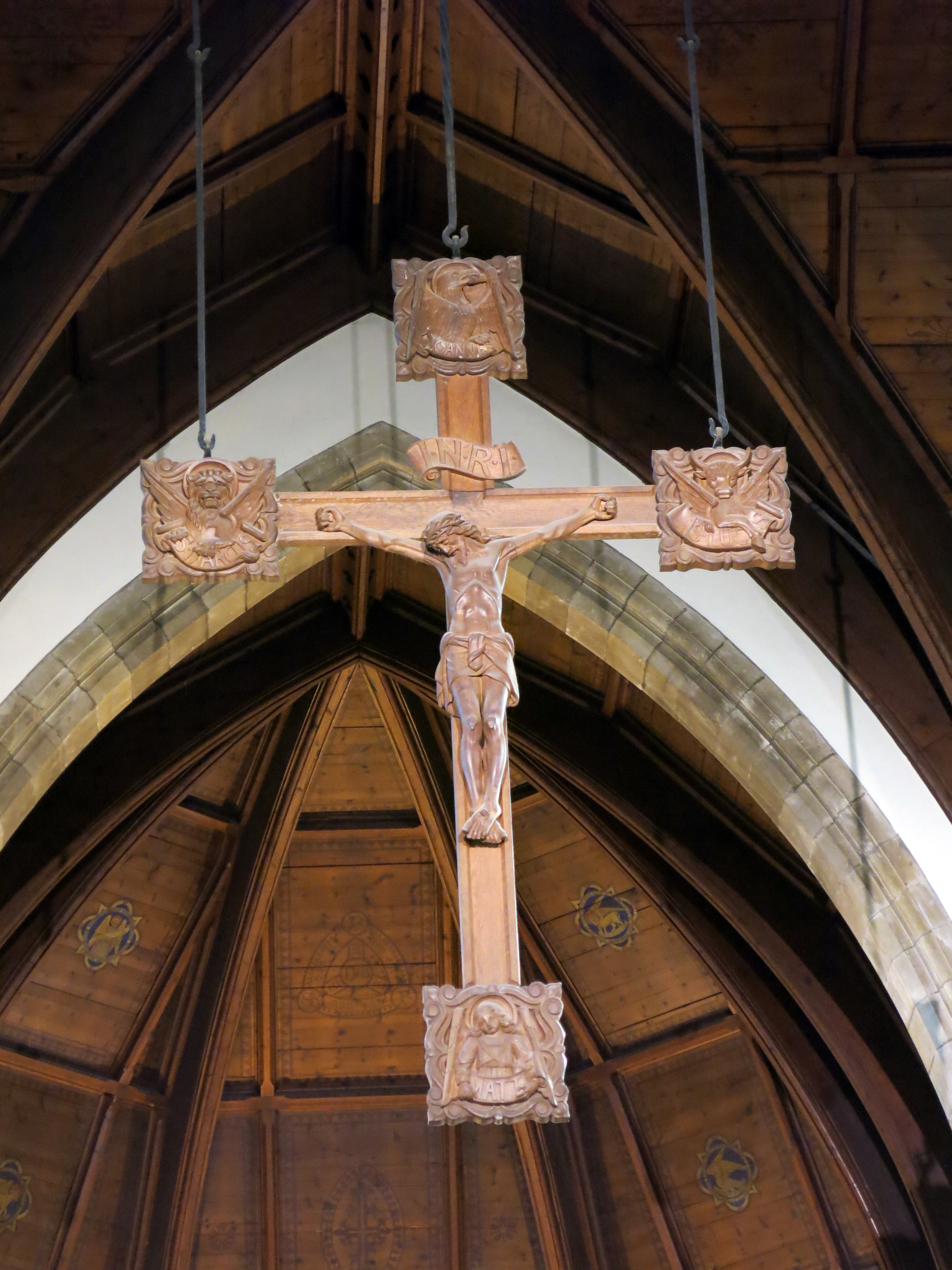
Kruzifix
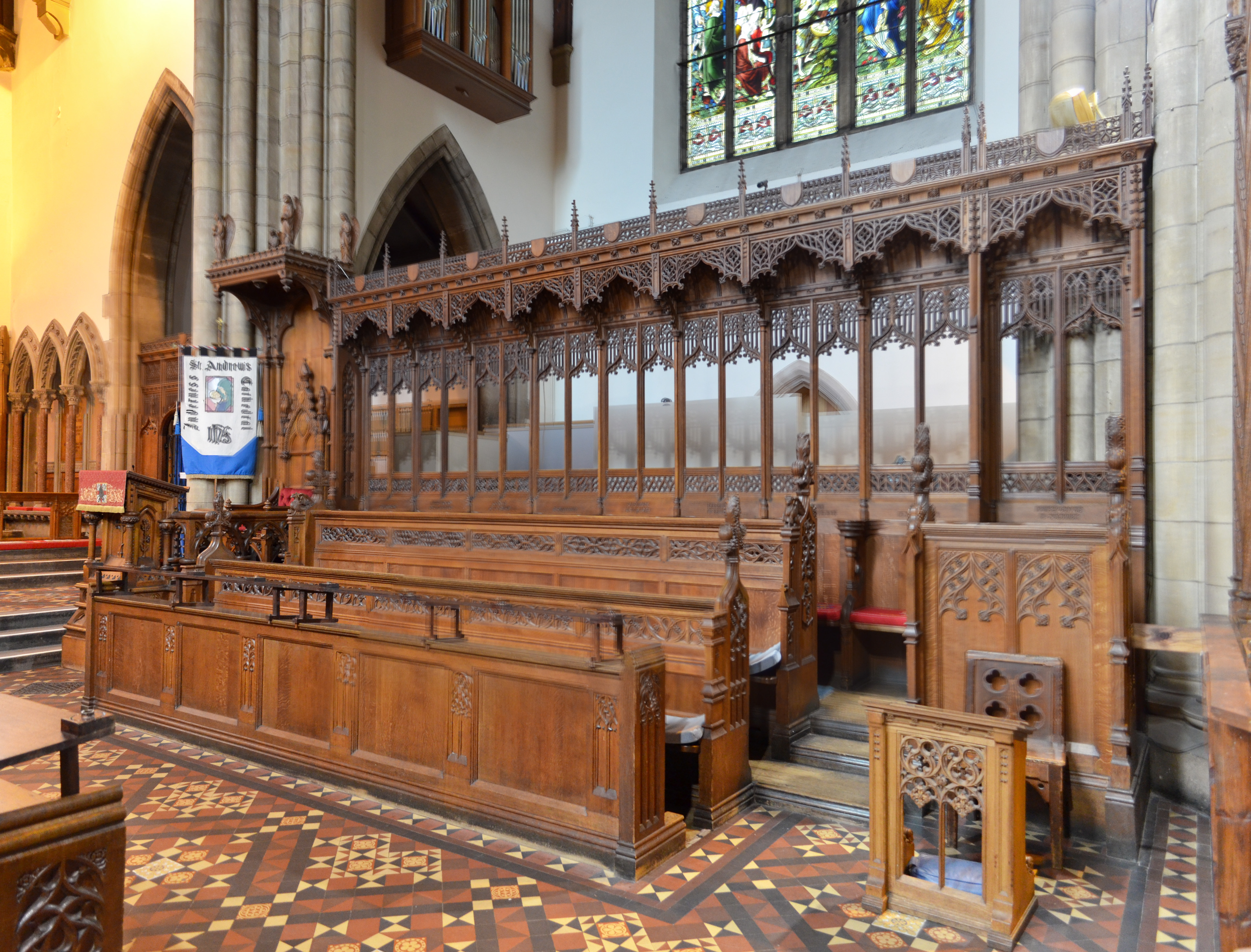
Chorgestühl
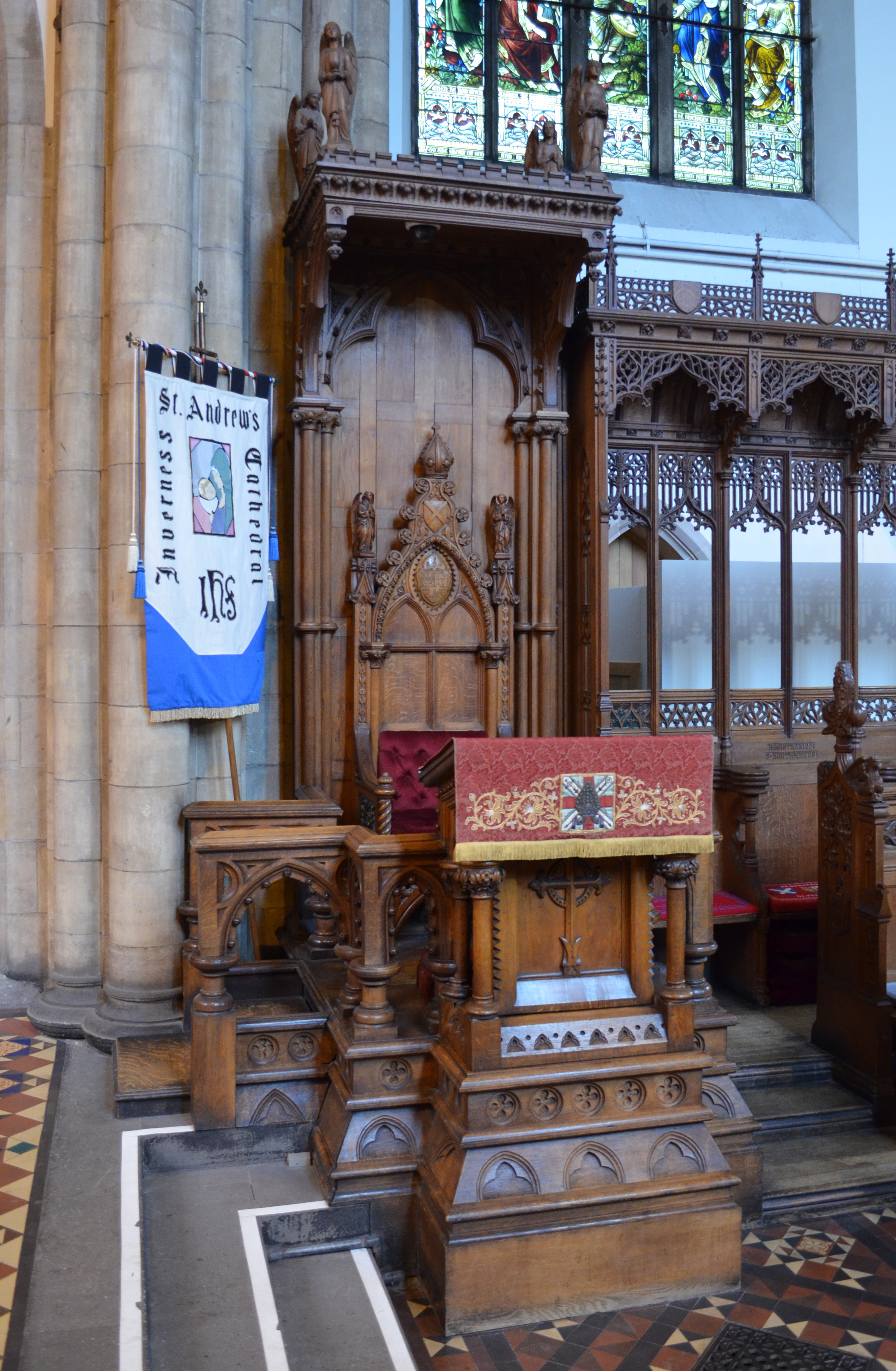
Kathedra
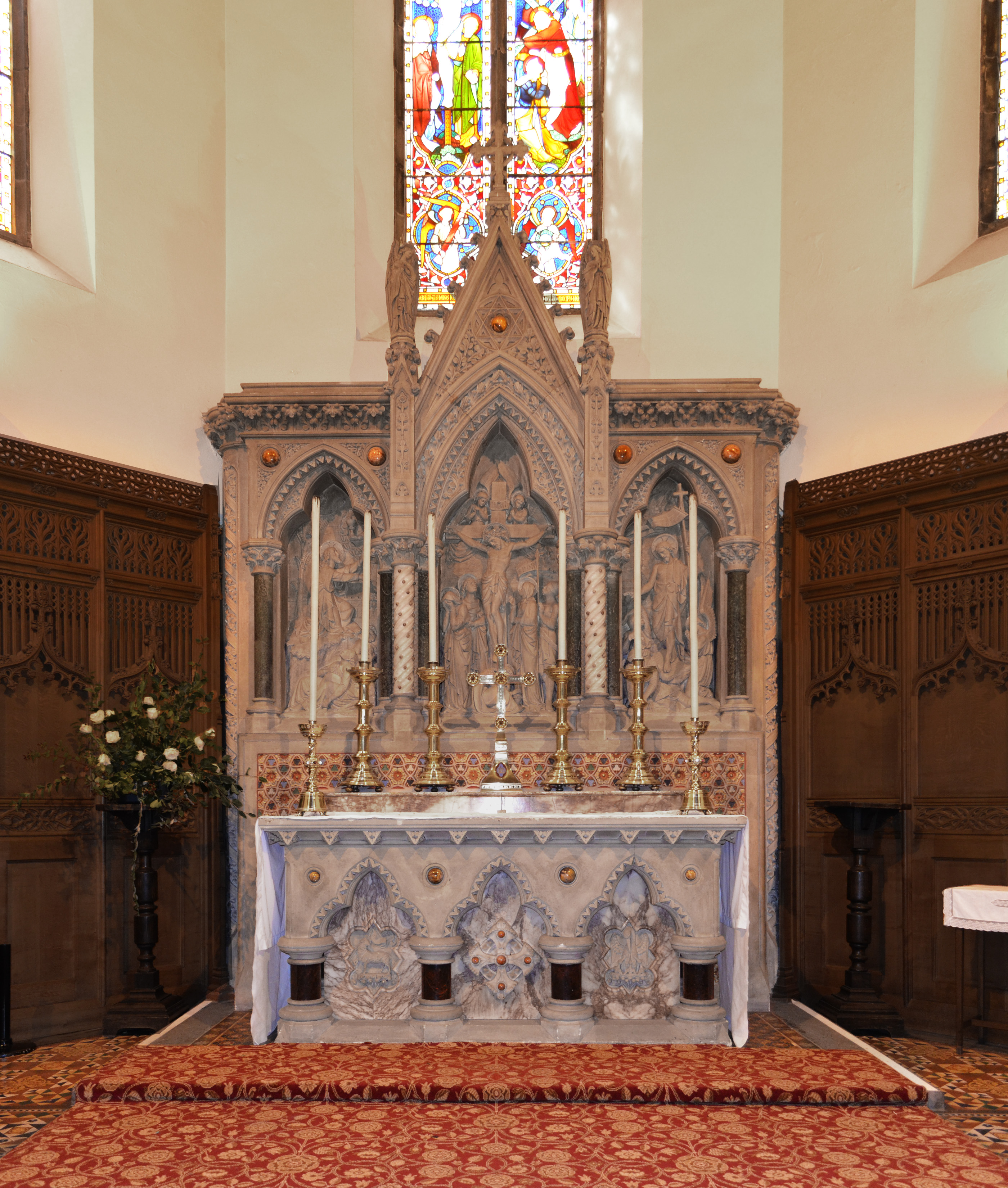
Hochaltar
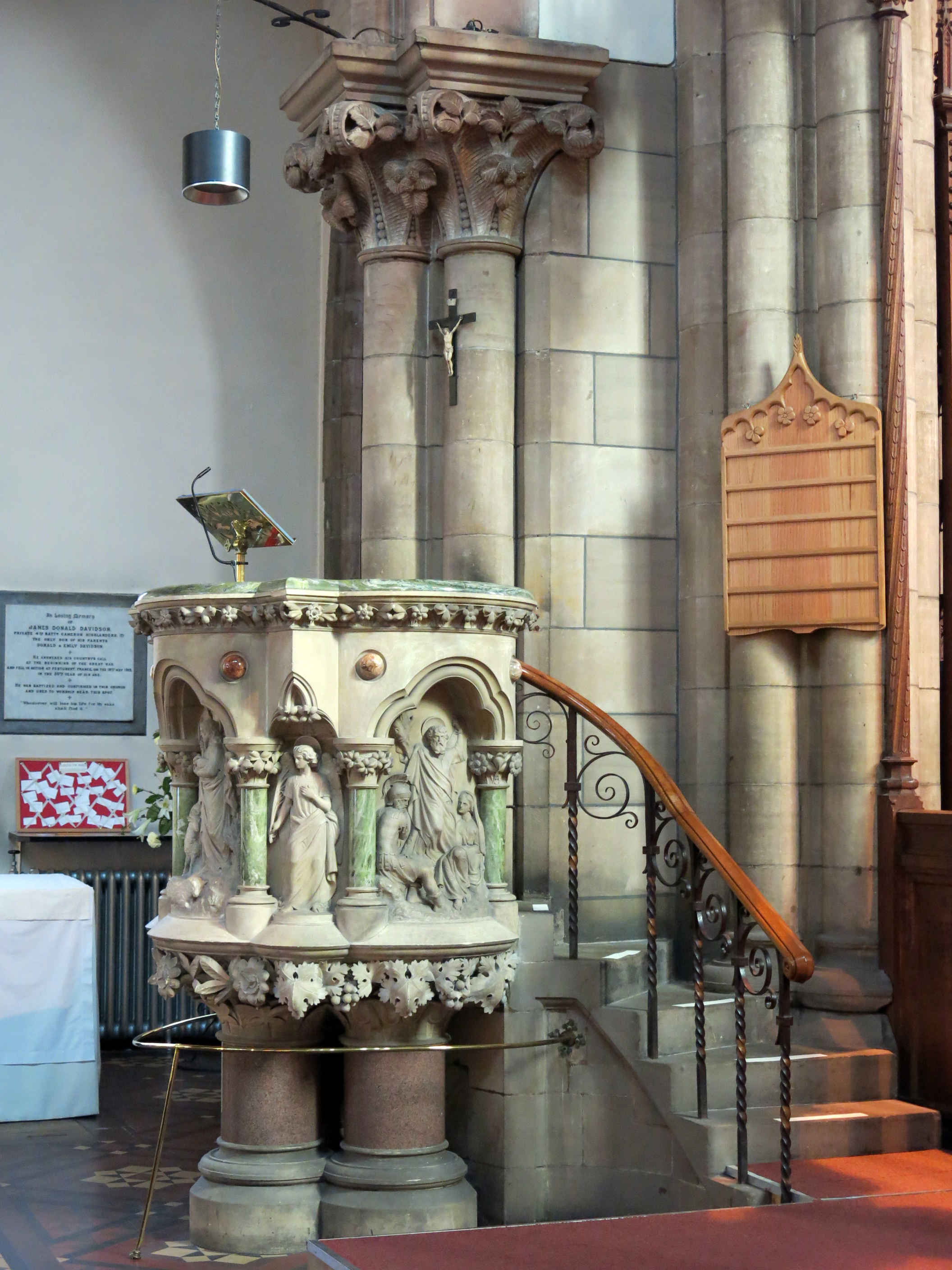
Kanzel

#### Querschiff
Das südöstliche Querschiff wird von der Marienkapelle eingenommen. Eine graue Marmortafel erinnert dort an den 1707 verstorbenen letzten Bischof von Moray, William Hay. Sie wurde von Hays Schwiegersohn gestiftet und hing ursprünglich in der Old High Church, wo sie 1769 abgenommen wurde, als dort der Neubau begann. Eine Kopie von Raphaels Madonna del Granduca aus dem frühen 19. Jahrhundert erinnert an das Patrozinium der Kapelle.
Im nordwestlichen Querschiff steht eine moderne, digitale Orgel der Firma Makin’s aus Leeds. Sie ersetzte 2004 die alte dreimanualige Orgel von Hill & Son (London) aus dem Jahr 1869, die ein Geschenk von Margaret Macpherson Grant gewesen war. Die Orgel war nie wie geplant fertiggestellt worden, und auch ein Reparaturversuch 1928 brachte nicht den gewünschten Erfolg. Als in den 1980er und 1990er Jahren ein enormer Reparatur- und Instandsetzungsbedarf festgestellt wurde, entschied man sich anstatt dessen für den heutigen modernen Ersatz.

#### Östliches Seitenschiff

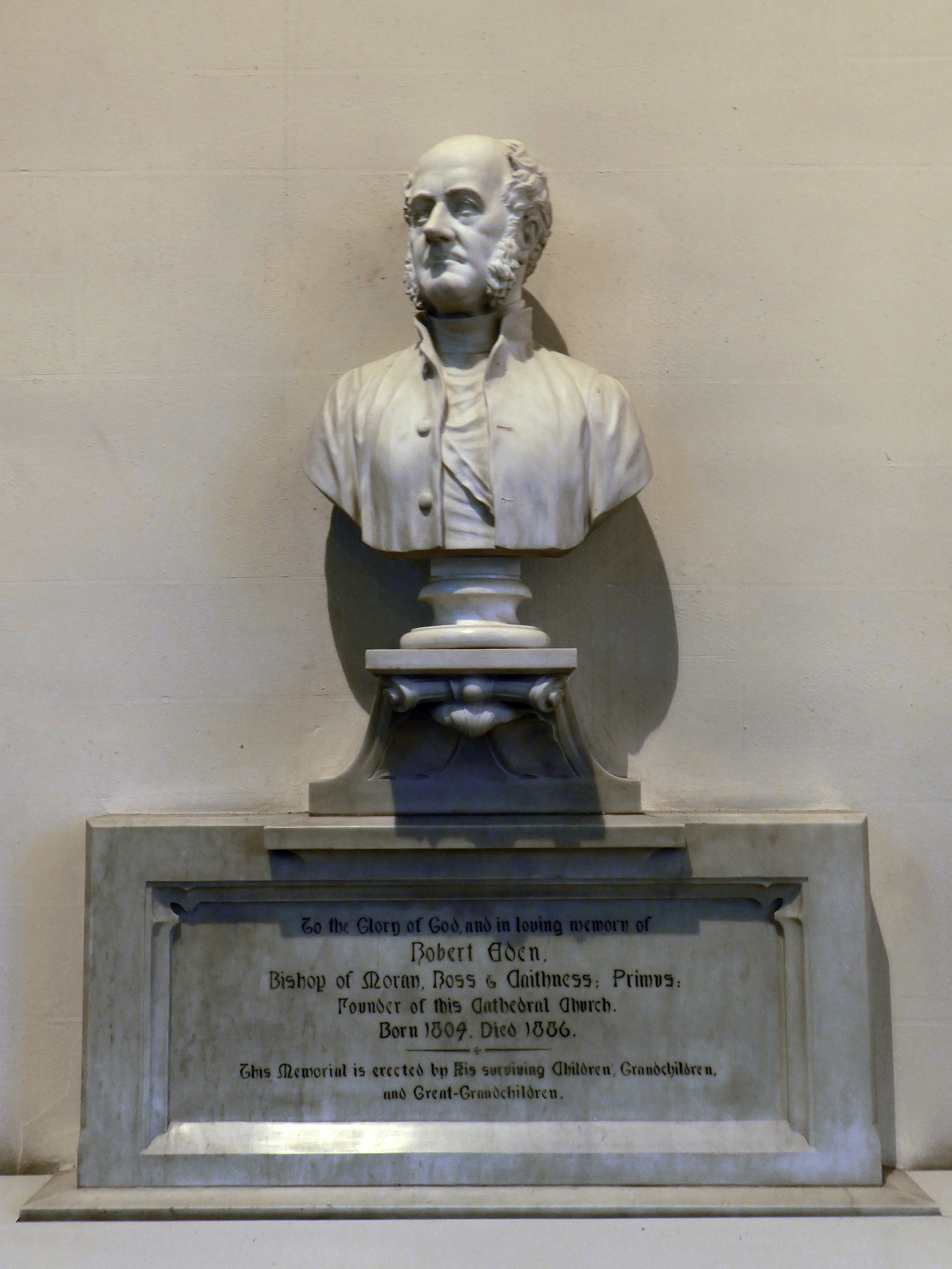
Büste von Robert Eden

An der nördlichen Stirnseite des östlichen Seitenschiffs steht eine weiße Marmorbüste von Robert Eden, die Andrew Davidson im Jahr 1900 fertigstellte. Eine Inschriftentafel erinnert an den Bischof, auf dessen Initiative Inverness Cathedral gebaut wurde.
An der Außenmauer des Schiffs hängen fünf russische Ikonen, von denen drei ein Geschenk des russischen Kaisers Alexander II. an Robert Eden waren, als dieser 1866 die anglikanische Gemeinde in Russland besuchte. Die anderen beiden sind spätere Schenkungen, darunter eine gestickte Ikone aus dem 18. Jahrhundert, die den Erzengel Michael und Johannes den Krieger darstellt.

#### Westliches Seitenschiff
Am südlichen Ende des westlichen Seitenschiffs befindet sich die Andreaskapelle, die in Gedenken an Norah, die Ehefrau des Bischofs George Sessford, errichtet wurde. Ihr moderner, runder Altar ist ein Werk des Designers und Möbeltischlers Angus Ross aus Aberfeldy und stand früher in der Marienkapelle.
Im Seitenschiff hängt zudem die White Ensign der Royal Navy über einer Gedenktafel zu Ehren der Gefallenen des Zweiten Weltkriegs. Die Flagge hing früher einmal am Whitehaller Kenotaph in London.

#### Taufkapelle
Die Taufkapelle befindet sich im Nordwest-Turm der Kathedrale. 1871 wurde dort das von James Redfern gestaltete Taufbecken aus weißem Marmor installiert. Es zeigt einen knienden Engel, der eine große Muschel in den Händen hält und die Gesichtszüge von Charlotte Lyons, der Ehefrau des Stifters Colonel Alexander Learmonth aus Edinburgh, besitzt. Der Taufstein ist stark von dem Thorvaldsen-Becken der Kopenhagener Frauenkirche inspiriert.

#### Kirchenfenster

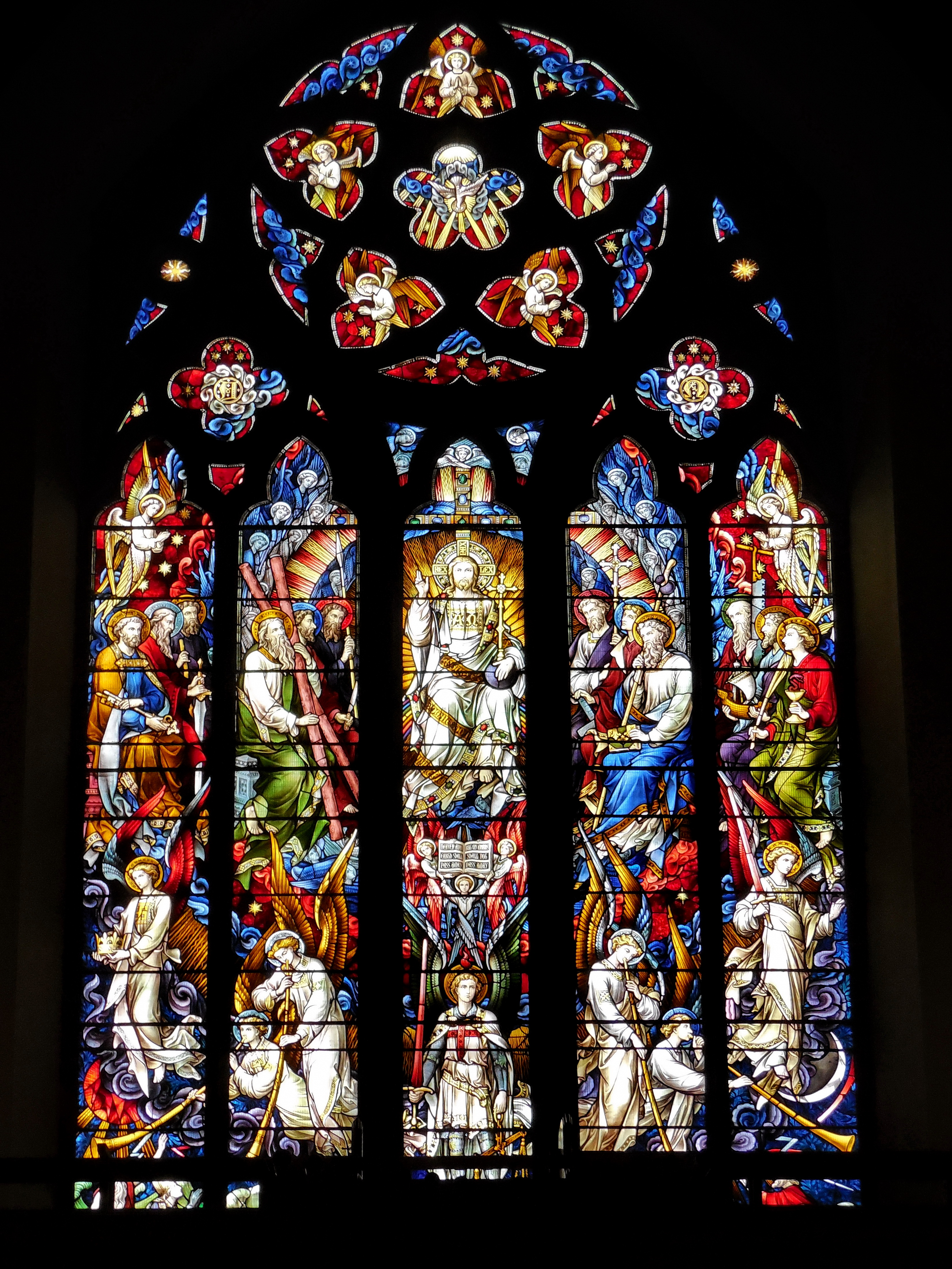
Bleiglasfenster über dem Hauptportal

Alle Fenster der Kathedrale stammen aus der Werkstatt von Hardman & Co. aus Birmingham. Die Mehrheit von ihnen war bereits fertig und installiert, als die Kathedrale 1869 eröffnet wurde. Einige Fenster folgten aber erst in den kommenden 18 Jahren.
Die Fenstermotive zeigen den Lebensweg Jesus. Beginnend mit der Verkündigung im Fenster der Andreaskapelle setzt sich der Weg im Uhrzeigersinn im nordwestlichen Seitenschiff über die Geburt Jesu und Taufe durch Johannes den Täufer im Fenster der Taufkapelle sowie die Lehren und das Wirken Jesus ins gegenüberliegende Seitenschiff fort. Er endet mit den Darstellungen von Jesus im Garten Gethsemane, seiner Kreuzigung und Auferstehung in den drei Fenstern des Chorschlusses.
Das große Fenster über dem Hauptportal zeigt Christus am Tag des Jüngsten Gerichts und ist eines der größten Kirchenfenster Schottlands. Das Fenster in der Marienkapelle ist unvollendet und hat Christi Himmelfahrt als Motiv. Die drei bunten Scheiben wurden 1877 eingesetzt. Im Fenster des gegenüberliegenden Querschiffs ist die Speisung der Fünftausend dargestellt. Dieses Fenster wurde erst 1887 geliefert und installiert.

### Geläut
Im nordwestlichen Turm der Doppelturmfassade hängt das Geläut bestehend aus elf Glocken. Bei der Eröffnung der Kathedrale im Jahr 1869 war zuerst nur eine Glocke vorhanden, die jedoch schon drei Jahre später um weitere Glocken aus der Londoner Gießerei John Warner & Sons, die auch die Viertelstundenglocken für Big Ben lieferte, ergänzt wurde. Drei der dann elf Glocken bildeten zunächst ein Glockenspiel, während die übrigen manuell geläutet wurden. 1913 erfolgte die Erneuerung der Aufhängungen, ehe die Glocken 60 Jahre später überholt und wieder neu aufgehängt wurden. Dabei wurden zugleich zwei der ehemaligen Glockenspiel-Glocken in das manuelle Geläut integriert. Im Dezember 2012 wurde eine neue neunte Glocke aus der Whitechapel Bell Foundry, die auch Big Ben gegossen hat, als Ersatz für eine verstimmte Vorgängerin installiert. Die Inverness Cathedral gilt als die am nördlichsten gelegene Kirche der Welt mit Wechselläuten.
| Glocke                | Gewicht (cwt-qr-lb) | Durchmesser | Nominal |
| --------------------- | ------------------- | ----------- | ------- |
| Sopranglocke (Treble) | 4-0-23              | 63,5 cm     | G       |
| 2nd                   | 5-0-6               | 68,6 cm     | F       |
| 3rd                   | 5-2-11              | 73,7 cm     | Es      |
| 4th                   | 5-3-2               | 78,7 cm     | D       |
| 5th                   | 6-2-1               | 81,3 cm     | C       |
| 6th                   | 6-1-5               | 88,9 cm     | B       |
| 7th                   | 8-1-2               | 94 cm       | As      |
| 8th                   | 10-3-3              | 101,6 cm    | G       |
| 9th                   | 12-3-11             | 109,2 cm    | F       |
| 10th (Tenor)          | 16-1-3              | 124,5 cm    | Es      |